# Döbeln
Döbeln település Németországban, azon belül Szászország tartományban. Lakosainak száma 23 728 fő (2023. december 31.). Döbeln Roßwein és Waldheim községekkel határos.

## Fekvése
Drezdától nyugatra, a Freiberger Mulde völgyében fekvő település.

## Története

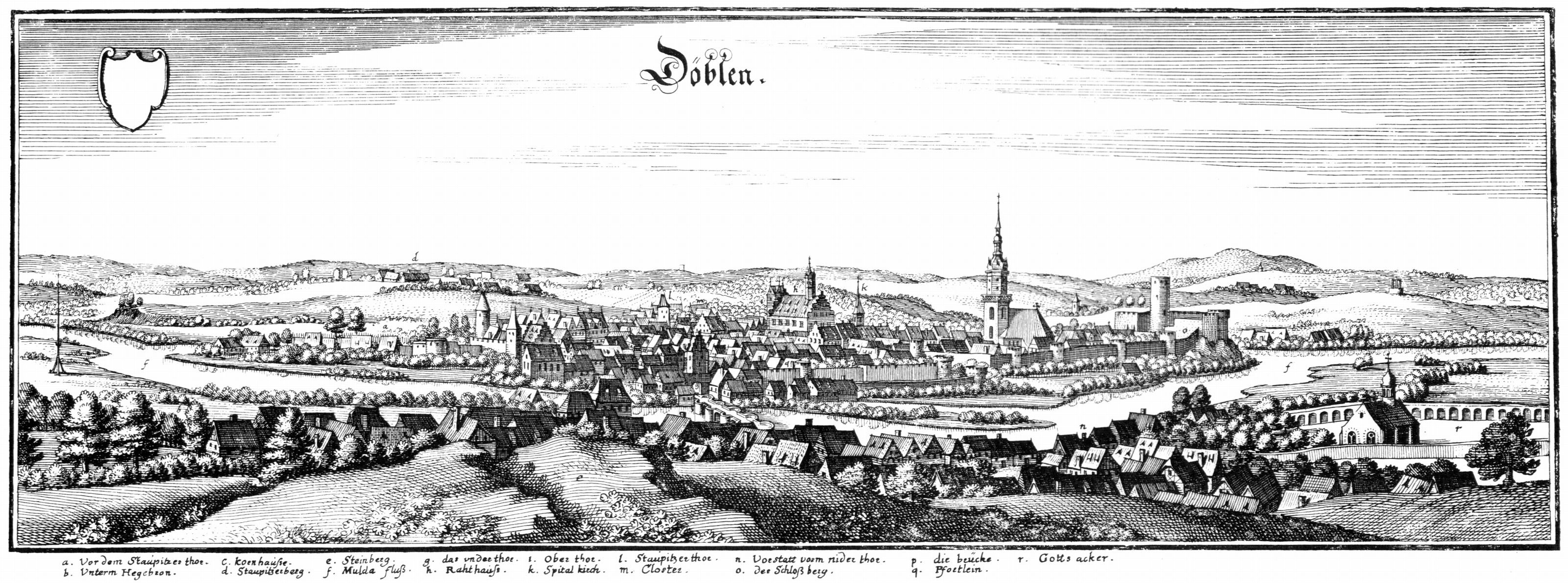
Döbeln 1652-ben

Döbeln valószínűleg a 13. század első keletkezhetett, a Mulde szigetének keleti csücskében azonban már a 10. században létezett egy vár. Az idők során a települést kétszeres fallal övezték, melyekből egyes maradványok máig fennmaradtak, melyeknek egy része a város igen jelentős műemlékénél az egykori vártól nyugatra épült Szent Miklós templomnál (St. Nikolai Kirsche) látható.
A Szent Miklós templom (St. Nikolai Kirsche) létezéséről már egy 1333-ból való oklevél is tudósít. A templom eredetileg 3-hajós bazilikának készült, 1479 után azonban dómszerű gótikus csarnoktemplommá építették át. A főhajó nyugati oldalához csatlakozik az 1403-ban felszentelt Mária-kápolna (Marienkapelle), melynek sok érdekes részlete közül különösen említést érdemel az 1520-ból való, freibergi művész készítette hatszárnyú faragott oltár és az 1599-ből való szószék.

## Galéria

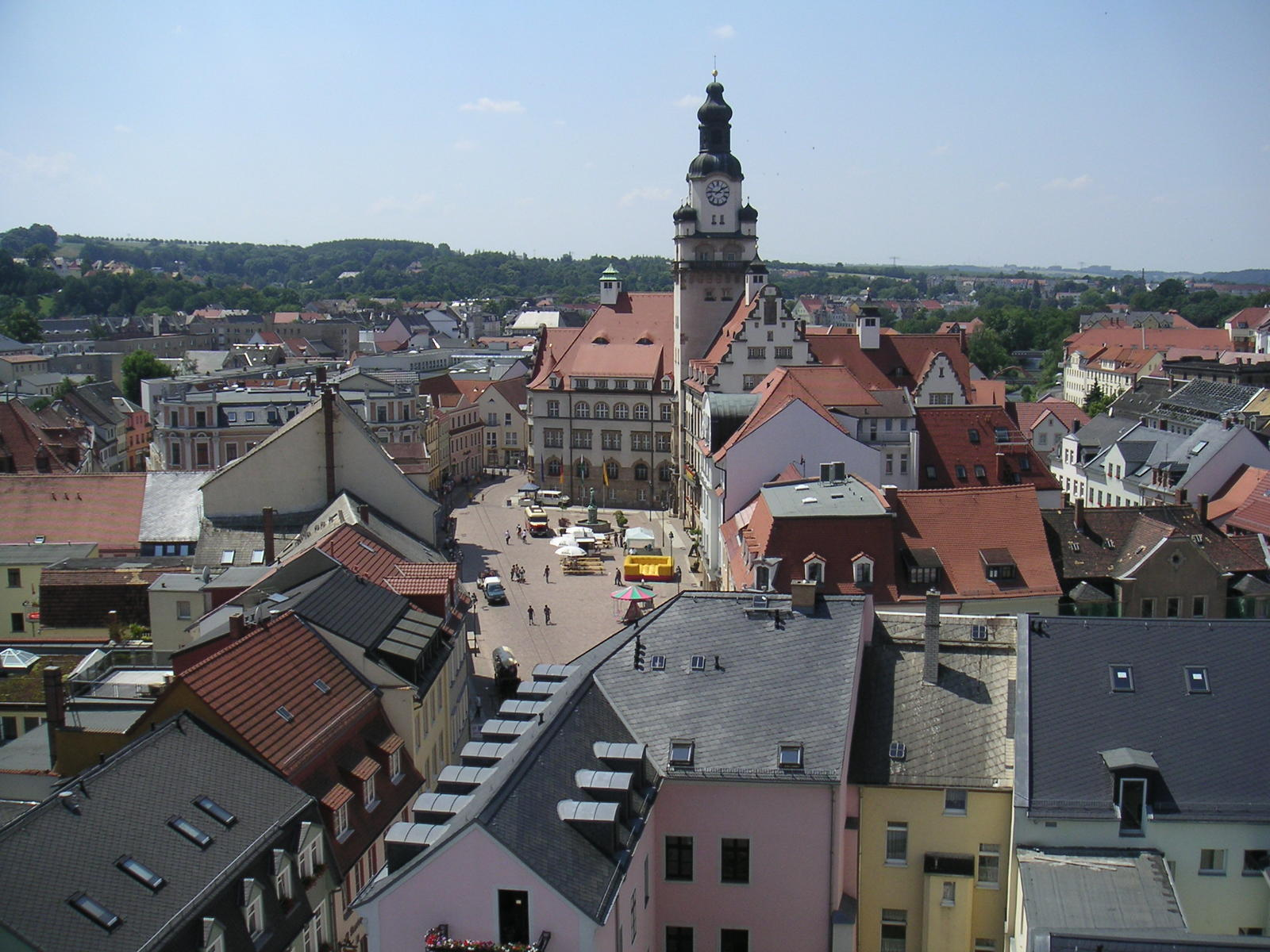
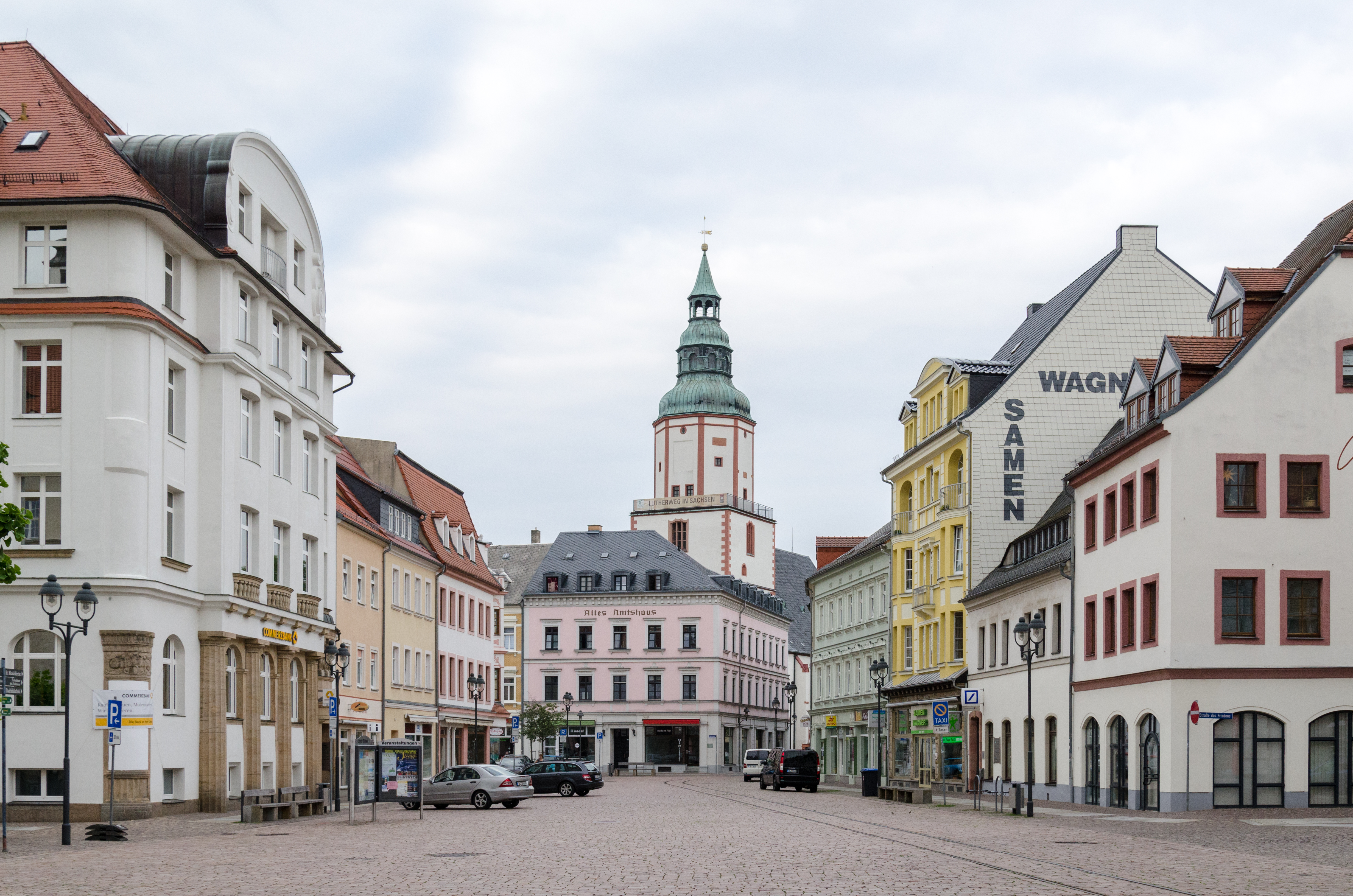
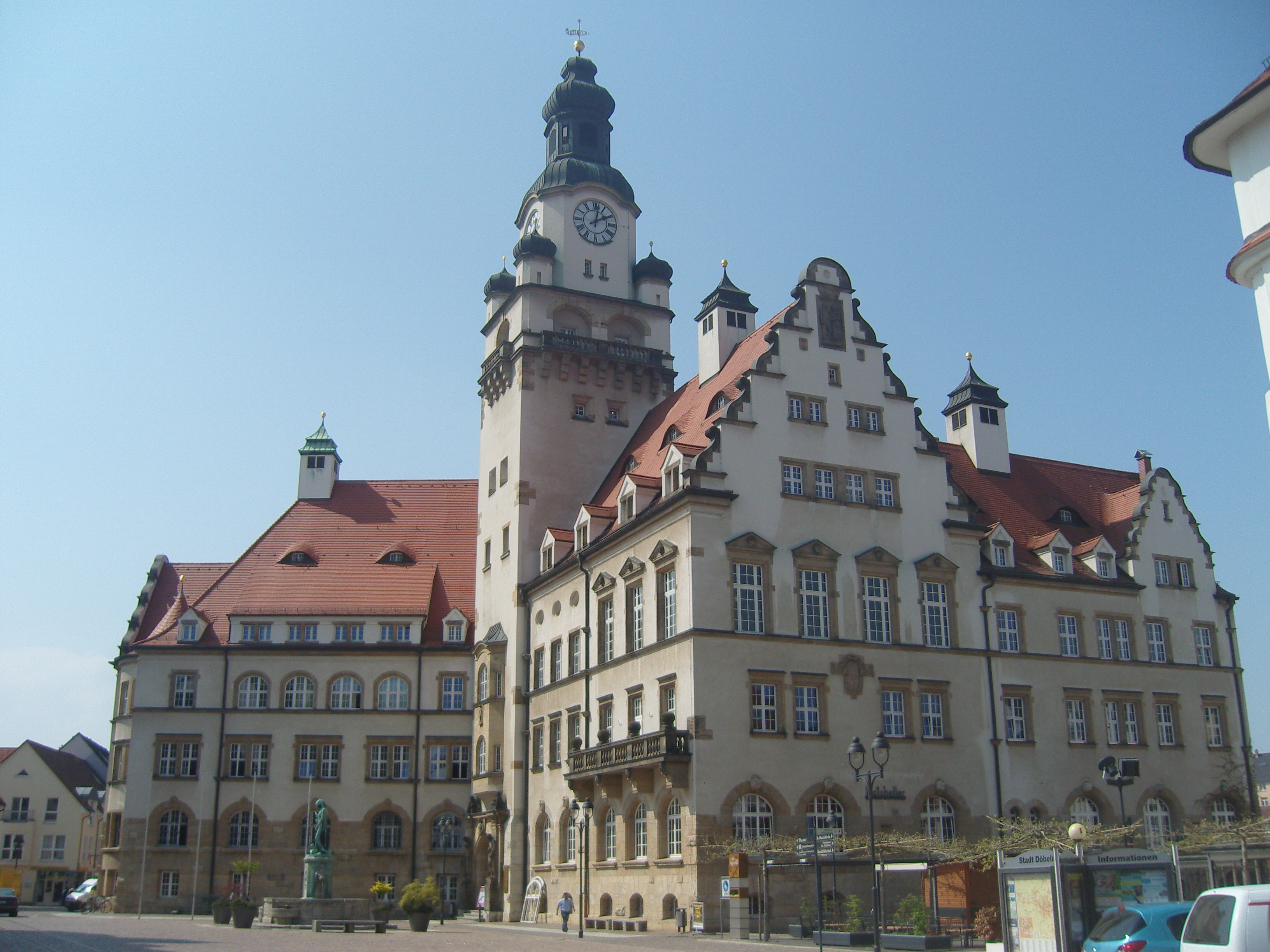
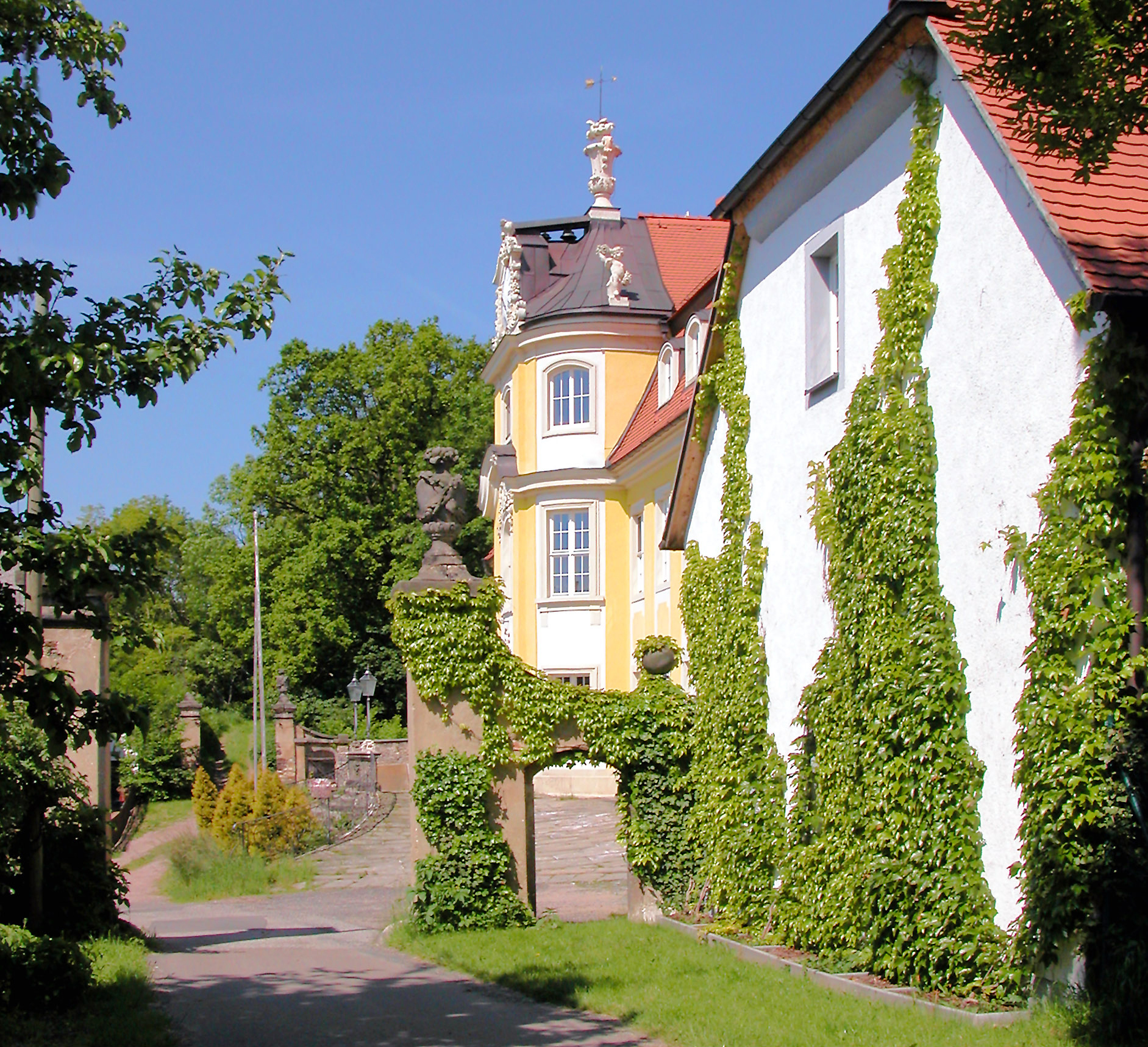
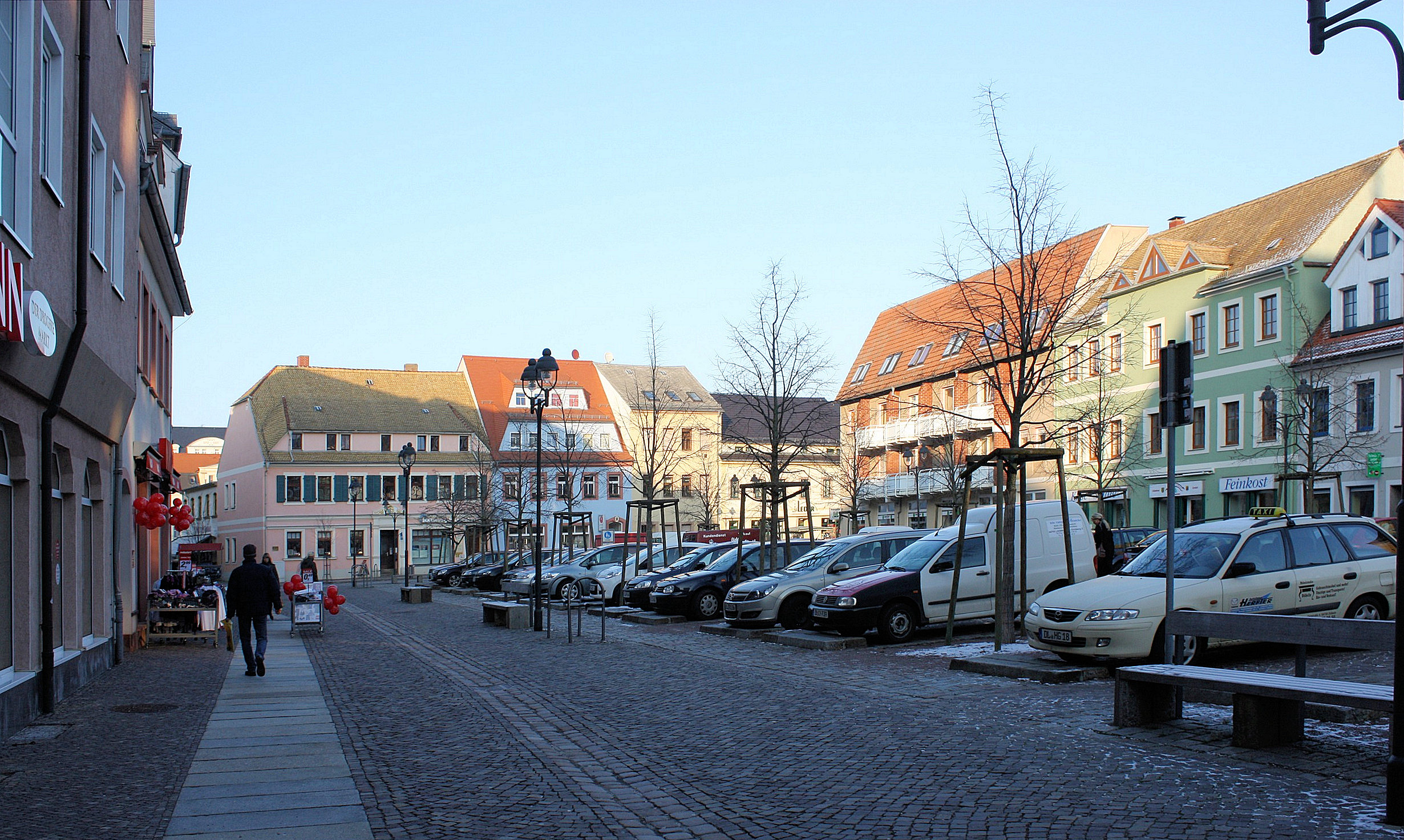
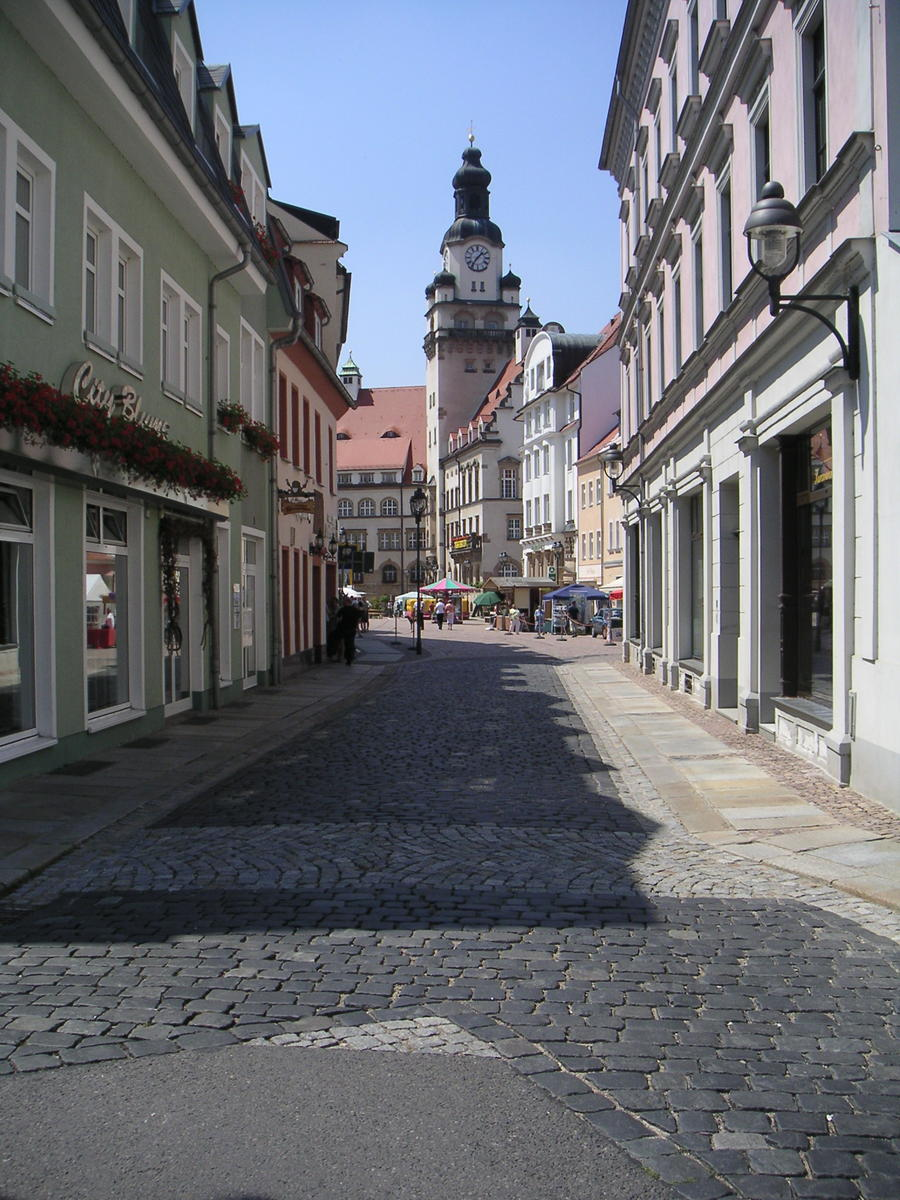
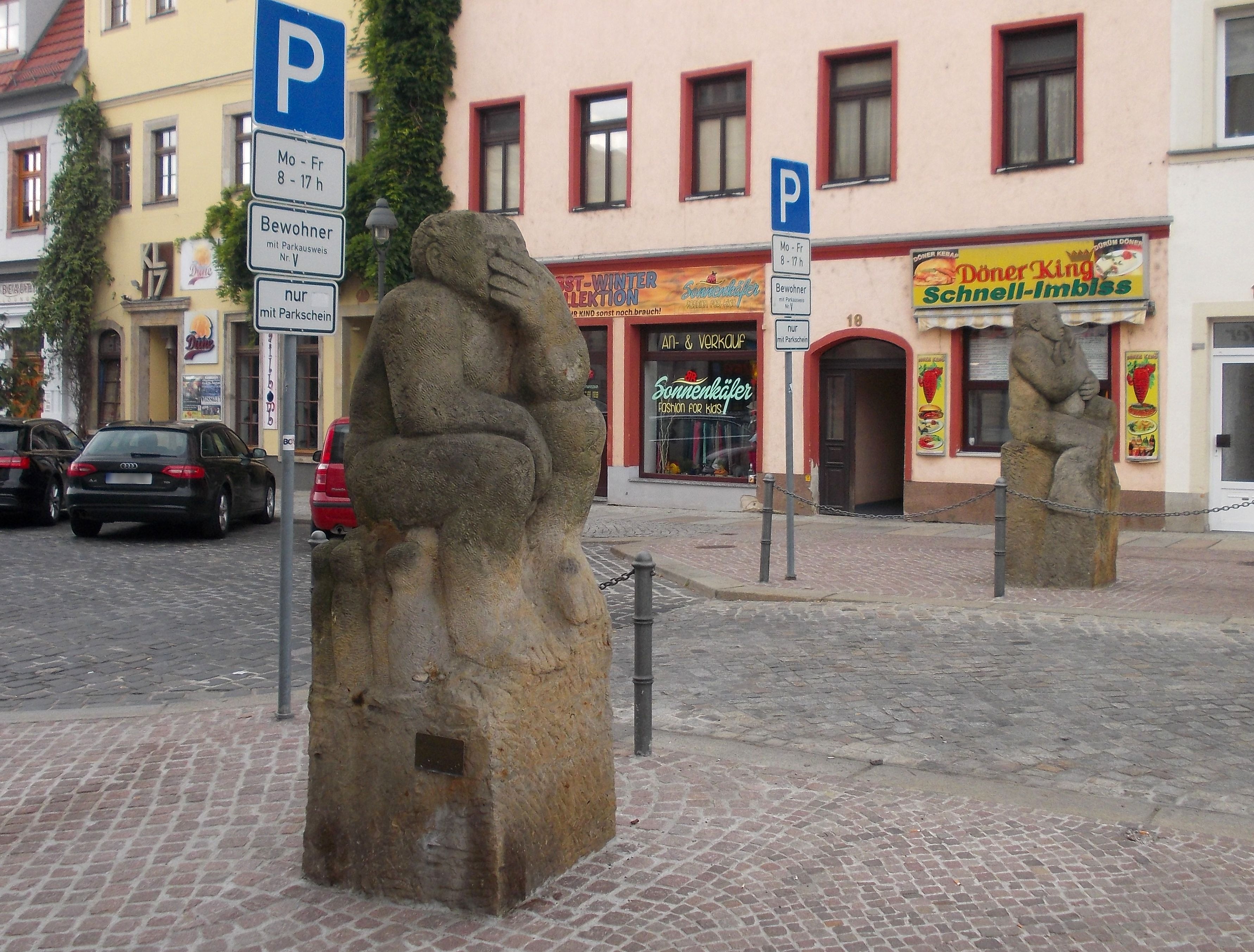
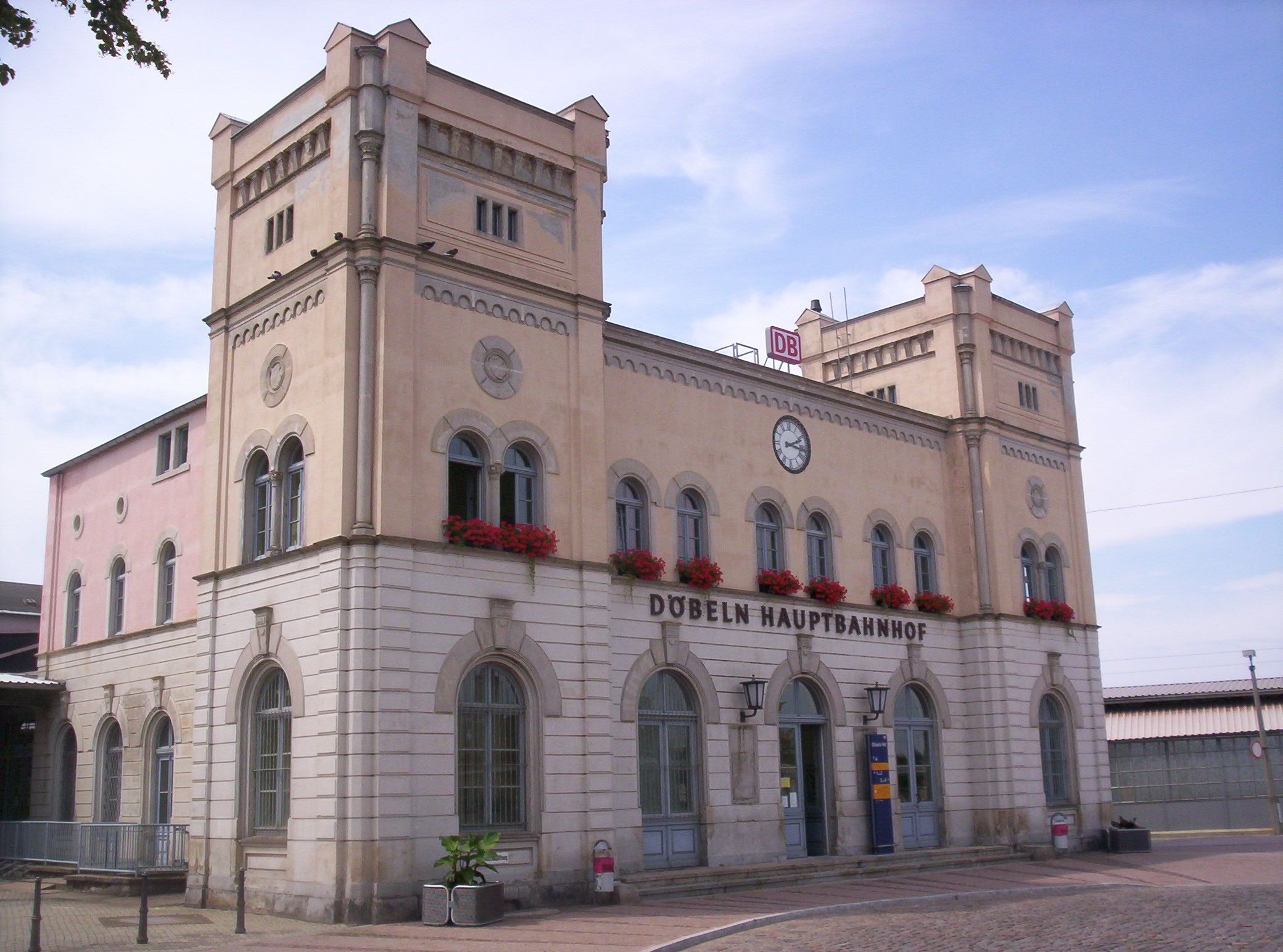
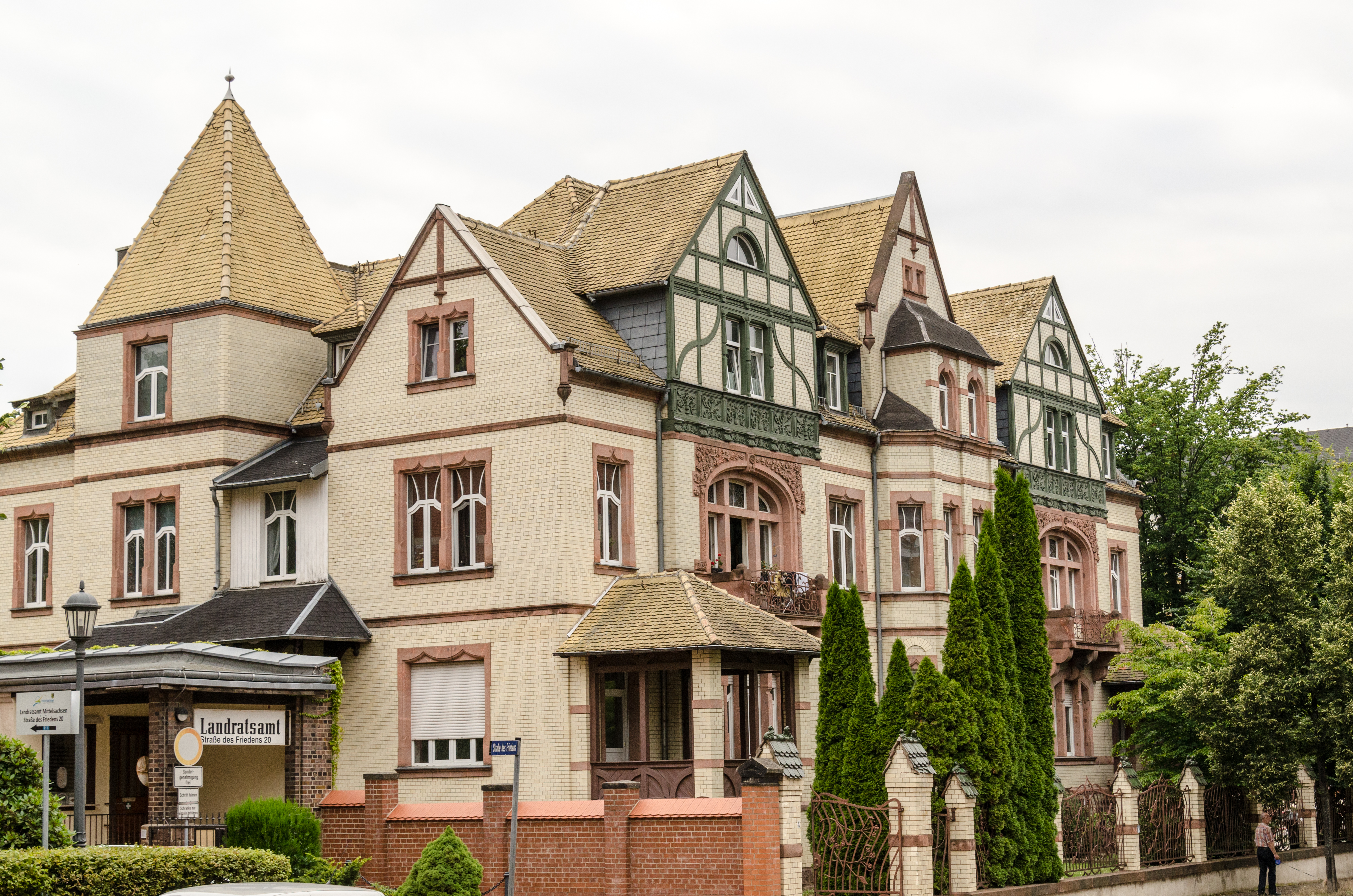
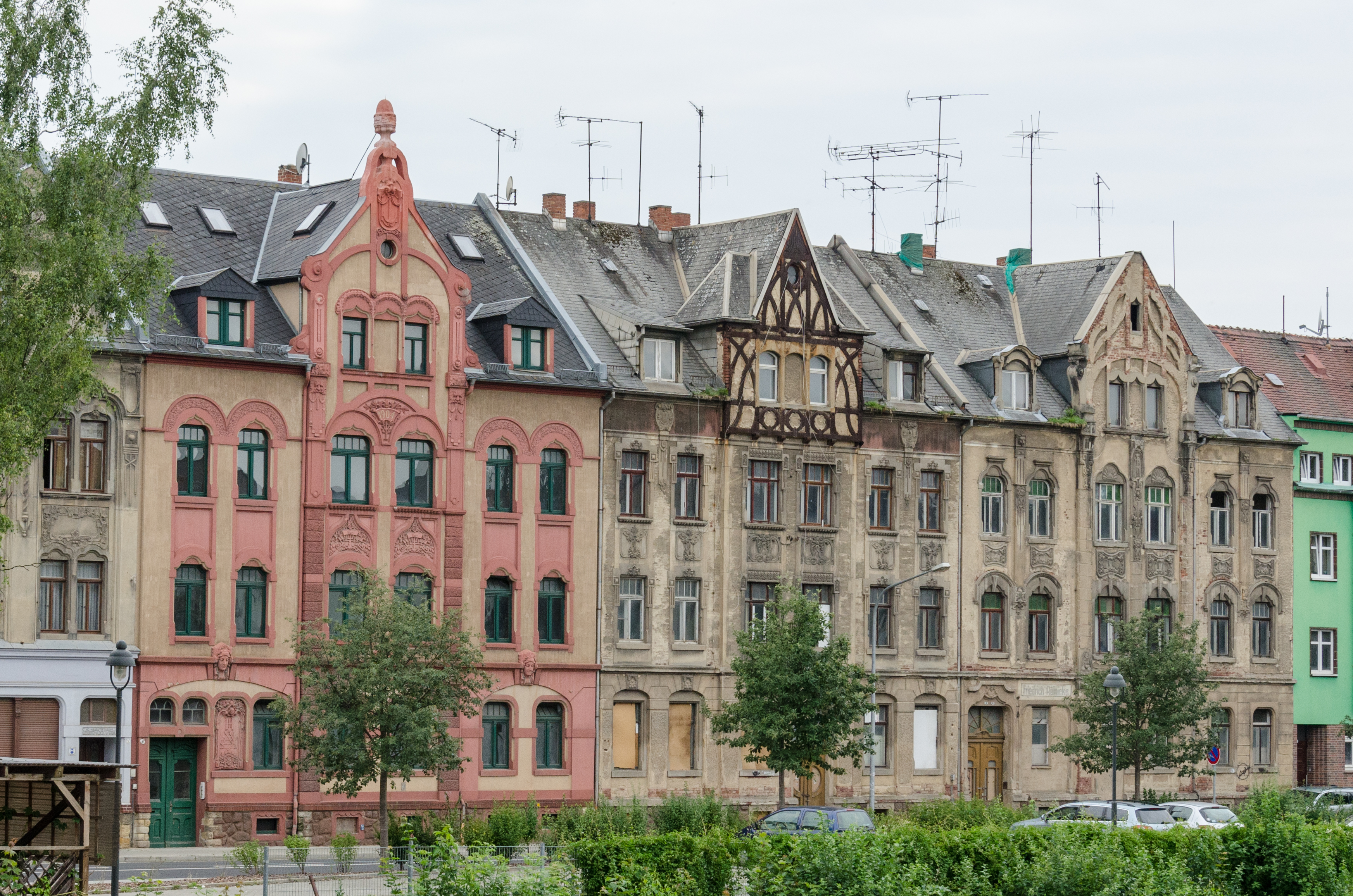
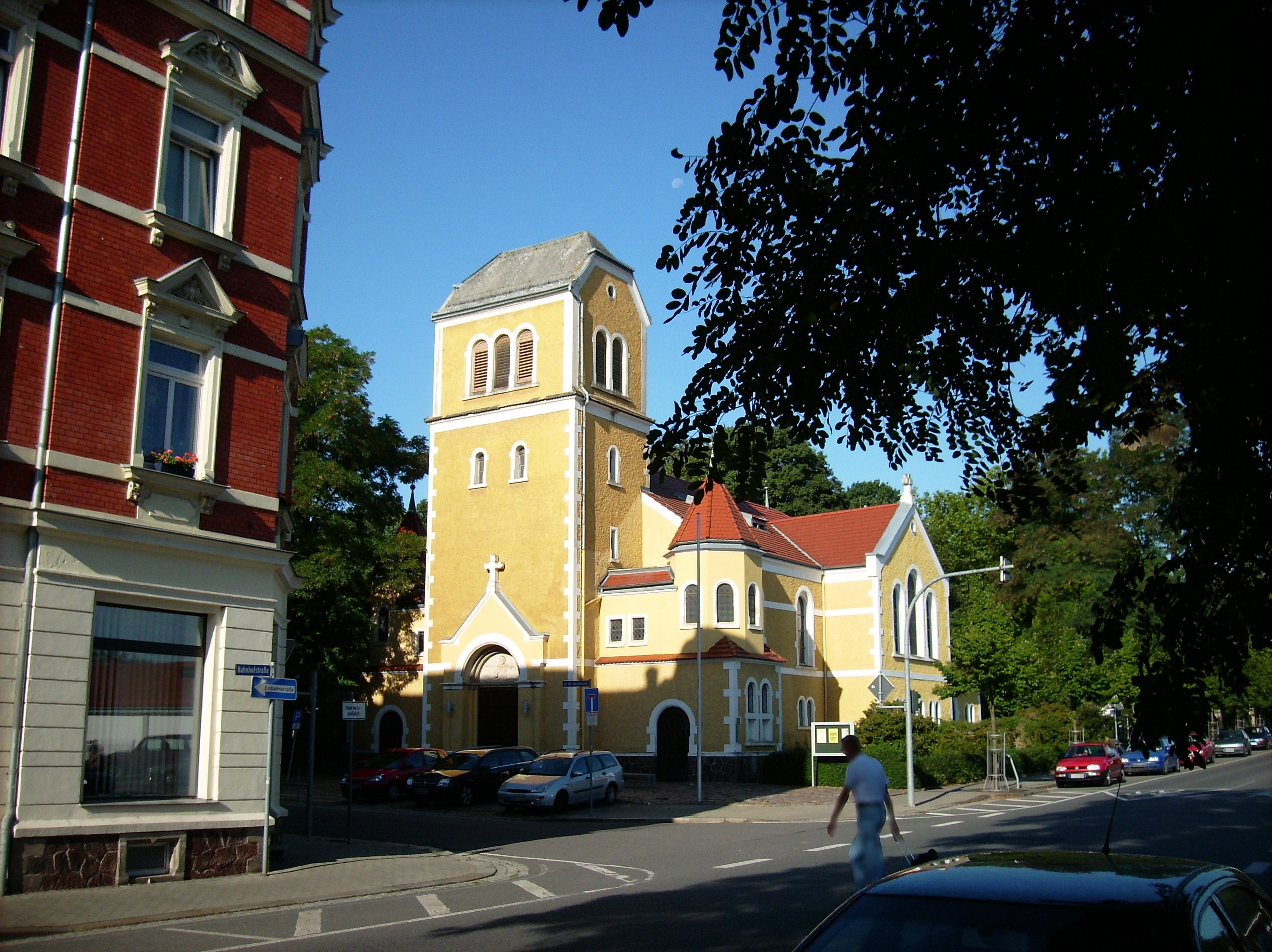
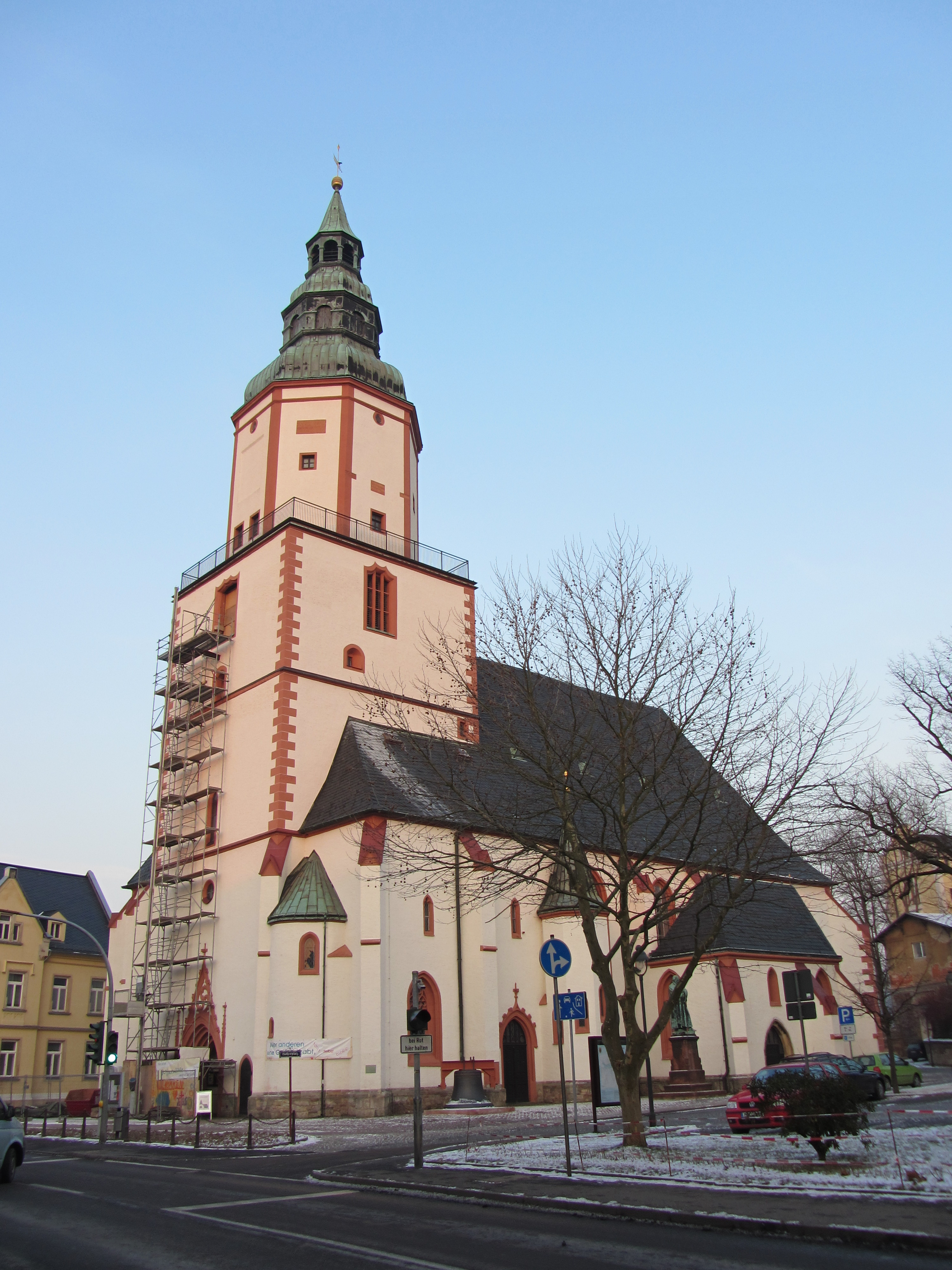
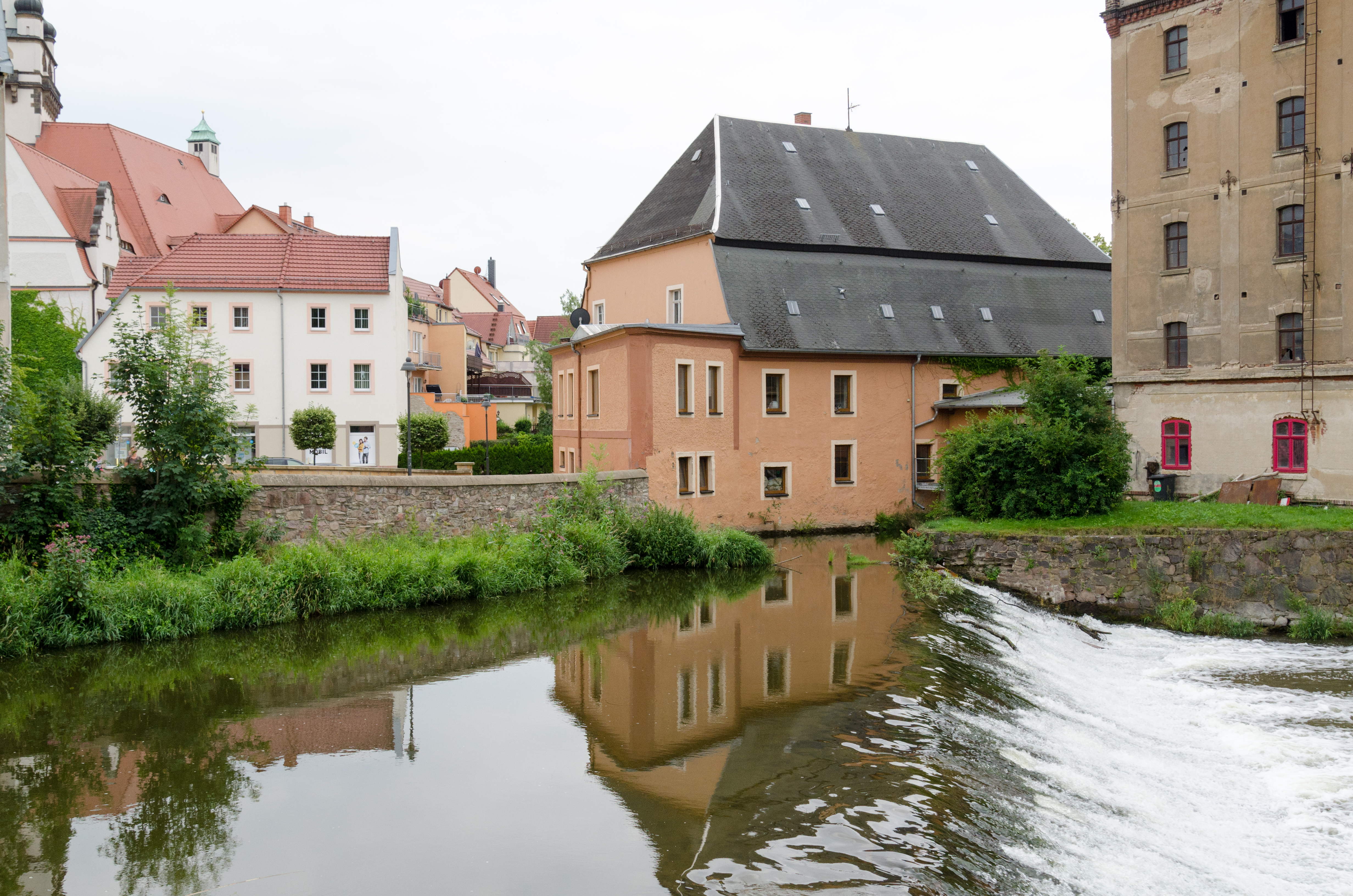
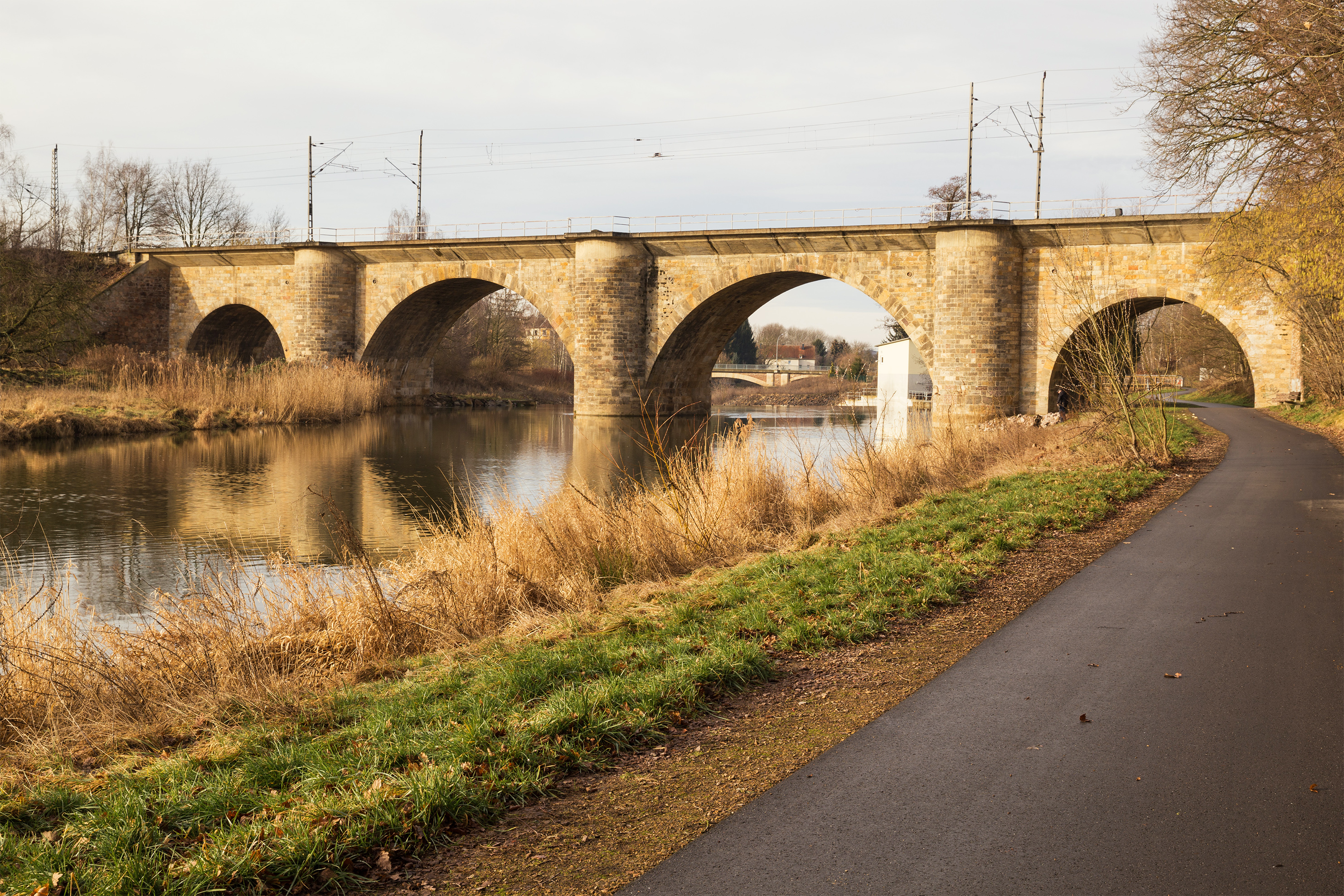

## Nevezetességek
- Szent Miklós templom
- Mária-kápolna

## Népesség
A település népességének változása:
| Lakosok száma | 24 034 | 23 728 | 23 829 | 23 232 | 23 763 | 23 728 |
|               | 2015   | 2017   | 2019   | 2021   | 2022   | 2023   |